# Jakubów (powiat polkowicki)
Jakubów (niem. Jakobskirch, w latach 1945–1950 Dębina) – wieś w województwie dolnośląskim, w powiecie polkowickim, w gminie Radwanice, w pobliżu Głogowa.

## Podział administracyjny
Do lat 50. istniała gmina Jakubów. W latach 1975–1998 miejscowość należała administracyjnie do województwa legnickiego. Obecnie wieś liczy ponad 40 posesji. Według Gminy Radwanice (31.12.2019 r.) liczyła 218 mieszkańców.

## Rezerwat przyrody
W pobliżu wsi znajduje się rezerwat Buczyna Jakubowska o powierzchni 18,88 ha, w nim zaś źródełko św. Jakuba, słynne już w XII wieku, do którego przybywali liczni pielgrzymi. Do dziś bije z niego woda o ponoć cudownych właściwościach.

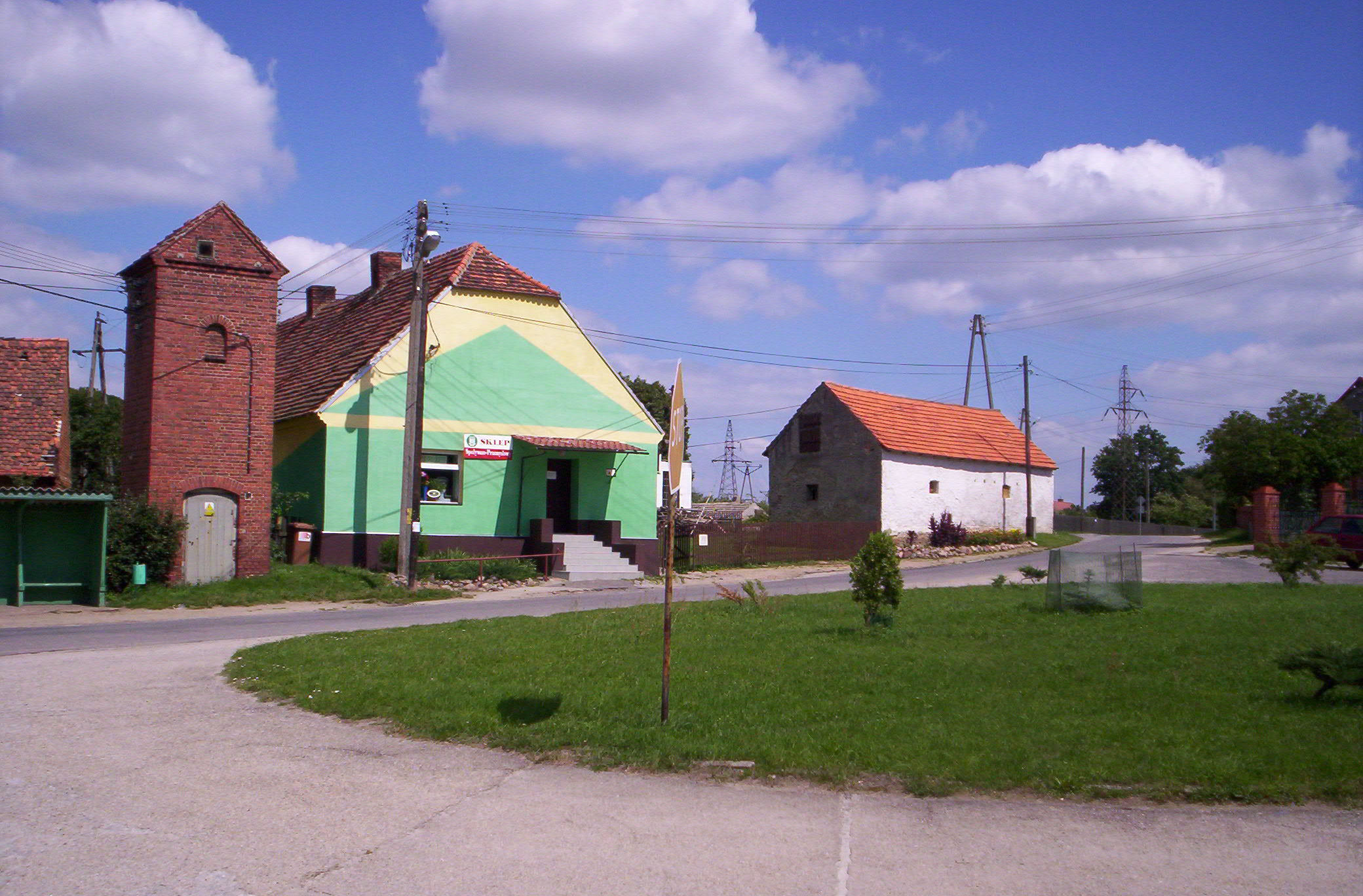
Fragment wsi

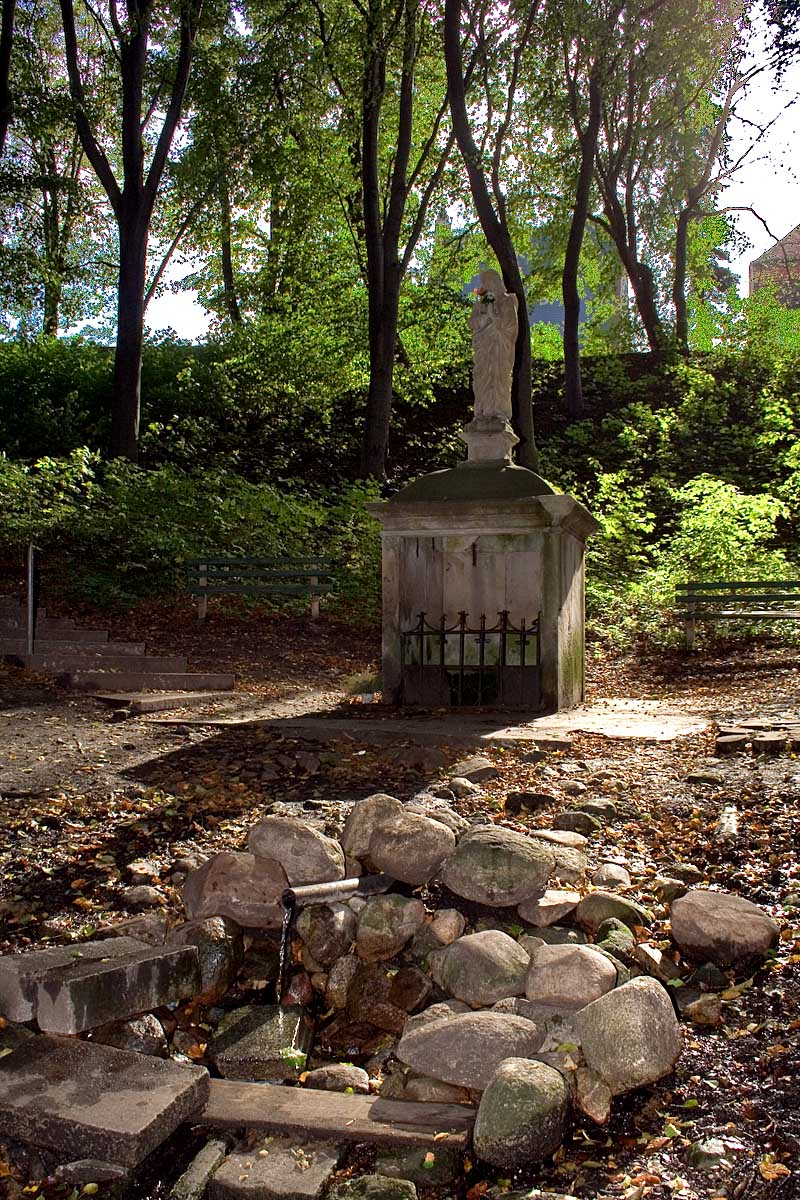
Źródło św. Jakuba

## Szlak Świętego Jakuba
18 października 2004 zadecydowano o utworzeniu pierwszego w Polsce stałego szlaku św. Jakuba, łączącego Dolny Śląsk z europejską siecią szlaków do Santiago de Compostela w Hiszpanii. Szlak ten pod nazwą Dolnośląska Droga św. Jakuba został oficjalnie otwarty 24 lipca 2005, a obecnie prowadzi z Głogowa do Zgorzelca.

## Nazwa
Nazwa wsi pochodzi od świętego Jakuba, patrona miejscowego kościoła, istniejącego, według kronikarza parafii, ks. J. Górlicha, od 991 roku. Według niego pierwotna świątynia powstała na otwartym polu w miejscu, w którym poganie składali ofiary swoim bogom. Data ta nie jest jednak pewna, jako że opiera się na tradycji i dawnych przekazach. Badacz historii Śląska, J. Blaschke, cytuje natomiast zapis Jacopo Maiori 1103, znajdujący się ponoć na zbudowanej obok kościoła wieży, która służyła jako schronienie podczas napadów. W 1376 r. bezspornie istniał już w Jakubowie gotycki kościół podległy głogowskiej kolegiacie.
Po wojnie wieś nazwano Dębiną, jednak w roku 1950 przywrócono jej nazwę Jakubów.

## Historia
Obszar wsi, leżącej przy bocznym trakcie Głogów – Szprotawa, zasiedlony był już w X wieku przez plemię Dziadoszan. Pierwotna osada położona była na stoku małego wzniesienia, obok jaru i źródła wody.
W średniowieczu toczyły się tu walki między Polakami a Czechami, w wyniku których osady kolonistów czeskich zostały zniszczone. Podczas rządów księcia Bolesława Wysokiego (1163–1201) i jego sporów z bratem Konradem nastąpiła tu potyczka zbrojna. Po północnej stronie jaru znajduje się stożkowe wzniesienie, gdzie w XIII-XIV wieku stał gródek obronny. Istnienie gródka potwierdza zapis z 1260 r., który jest jednak mało wiarygodny. W 1367 r. istniał tu już bezspornie gotycki zamek, w którym rycerstwo Księstwa Głogowskiego uwięziło Henryka V Żelaznego. Uwolnili go, opowiadający po stronie księcia mieszczanie.
W 1419 r. w Jakubowie pojawiły się wojska husyckie, co nie wiązało się jednak ze stratami. Kolejnymi panami wsi byli von Kreckwitzowie, po nich zaś von Würchwitzowie. W II poł. XVI wieku dominującą religią stał się tam protestantyzm. W 1571 r. protestanci przejęli kościół.
W tymże wieku, podczas wojny trzydziestoletniej, przez wieś przechodziły wojska austriackie, brandenburskie, saksońskie, szwedzkie i śląskie. Stacjonujący w Jakubowie Szwedzi ubezpieczali większe oddziały w Głogowie. Na stożkowym wzgórzu utworzyli okopy i utrzymali funkcję miejscowego pastora. Z czasem Szwedzi splądrowali kościół i paląc stare księgi zaprószyli ogień, który spalił kilka domów. Po zakończeniu wojny, 21 stycznia 1654, cesarska komisja rewindykacyjna przekazała kościół katolikom, a pastor, Kaspar Gigas, opuścił wieś.
W 1741 r., u początku wojen śląskich między Prusami a Austrią, ziemia głogowska znalazła się pod kontrolą pruską. Około połowy XVIII wieku, w Jakubowie powstał zbór protestancki, później zaś wyznaniowa szkoła elementarna. Podczas okresu napoleońskiego (1806–1813) w okolice zgermanizowanego od wieków Jakubowa napływać zaczęli Polacy, kolejni zaś osiedlili się tu w 2. połowie XIX wieku.
Od roku 1920 Jakubów ulegał modernizacji – nastąpiła elektryfikacja wsi i pokrycie traktu asfaltem. W latach 1918–1939 mieszkało tu 35 rodzin. Corocznie przyjeżdżali tu zatrudniani sezonowo w rolnictwie Polacy. Podczas I i II wojny światowej Polacy pracowali tu przymusowo.
Wojska radzieckie zajęły Jakubów 10 lutego 1945, o godzinie 13:00. 47 żołnierzy radzieckich zginęło podczas nalotu samolotów niemieckich. W lutym roku 1945 spalony został też pałac. Wiosną tego samego roku nadzór nad wsią objęło wojsko polskie. Wieś była zasiedlana od 6 maja 1945. Pierwszym przybyłym po wojnie do Jakubowa polskim osadnikiem był Adam Widera. 
Na przykościelnym cmentarzu spoczywają dwaj polscy żołnierze, którzy zginęli od wybuchu miny podczas żniw w pobliżu wsi Borów (na polu za przystankiem autobusowym). Tabliczki na krzyżach z informacją o nieznanych polskich żołnierzach wisiały na grobach jeszcze w latach 90. XX wieku. Około 2011 r. na ich grobach ktoś zawiesił klepsydry z nazwiskami sowieckich żołnierzy, którzy rzekomo zginęli w okolicy Jakubowa. 
Z nocy 3 maja na 4 maja 2021 roku doszło do pożaru plebanii w Jakubowie, którego straty oszacowano wstępnie na dwa miliony złotych. W wyniku pożaru spaleniu uległ nowo wyremontowany dach plebanii oraz uszkodzeniu lub zawaleniu uległy stropy międzykondygnacyjne i jeden z kominów. 

## Zabytki
Do wojewódzkiego rejestru zabytków wpisane są:
- kościół parafialny pw. św. Jakuba, z 1376 r., 1505 r., 1735 r.
- kaplica grobowa rodziny Kreckwitzów, z 1752 r.
- plebania, z 1800 r.
- zespół pałacowy, z XVII w., XIX w.:
  - pałac (w ruinie)
  - park
- dwór, dawna szkoła, obecnie dom nr 20, z drugiej połowy XVIII wieku

inne obiekty:
- źródło św. Jakuba

## Galeria

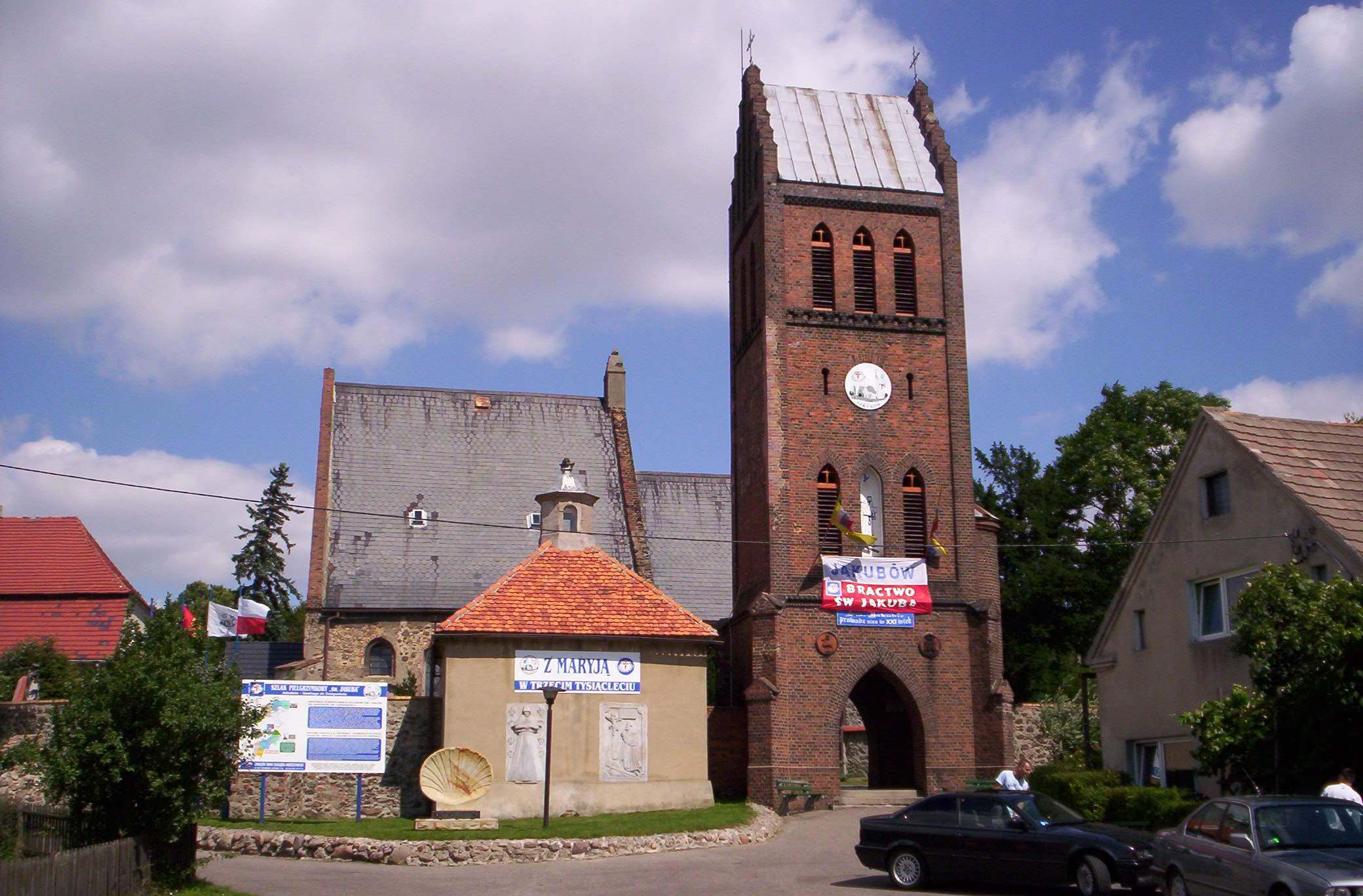
Kościół św. Jakuba
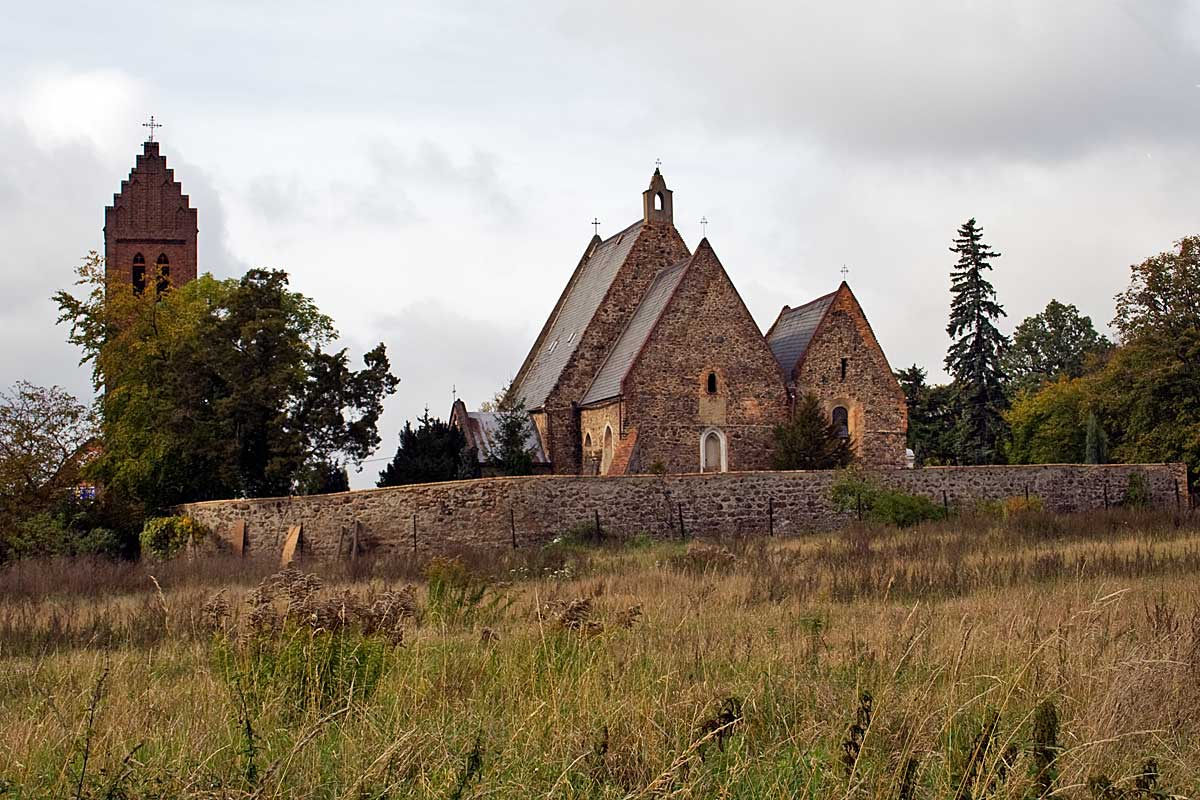
Kościół św. Jakuba od wschodu
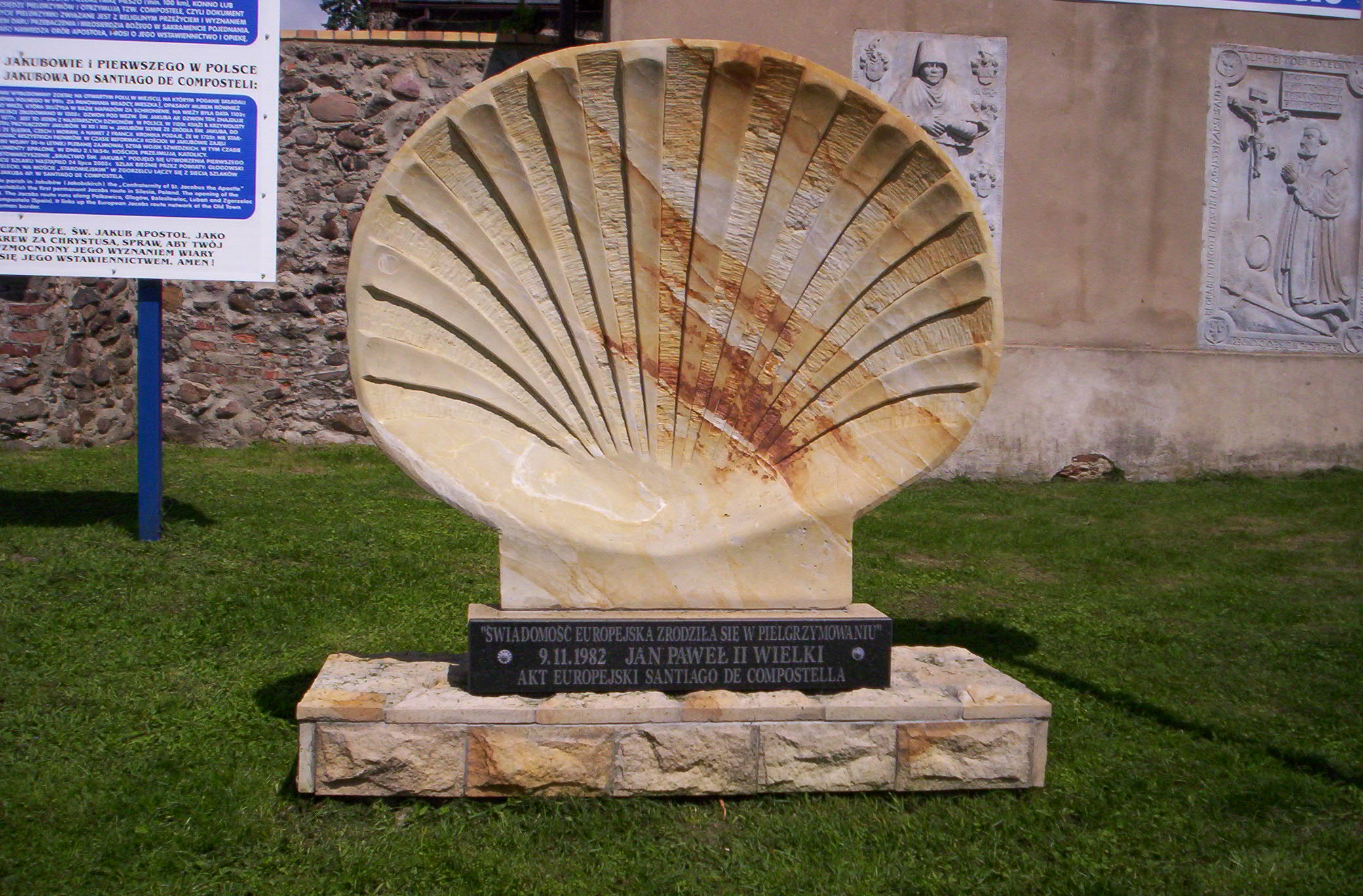
Muszla św. Jakuba przy kościele
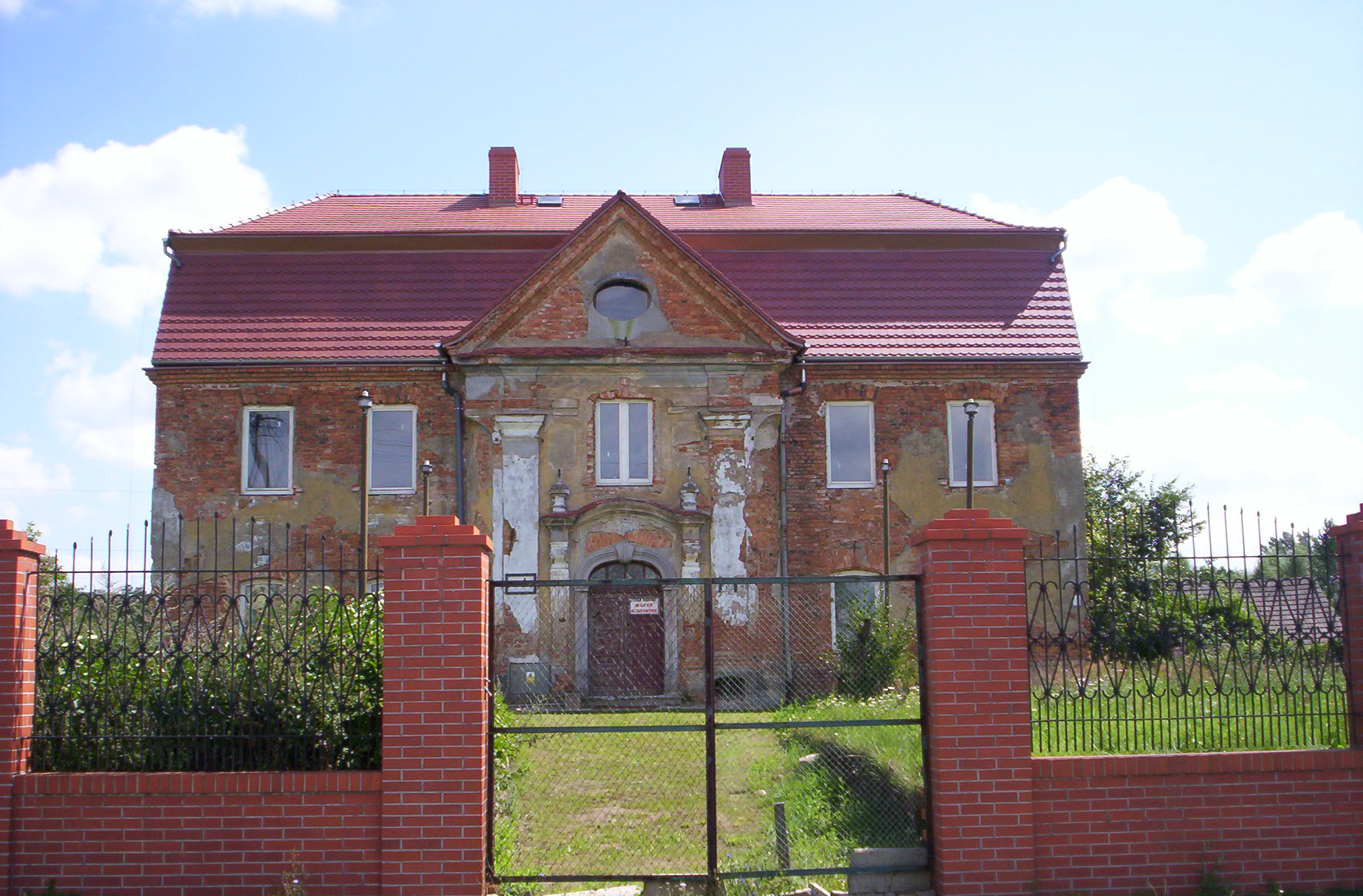
Szkoła z XVIII w.
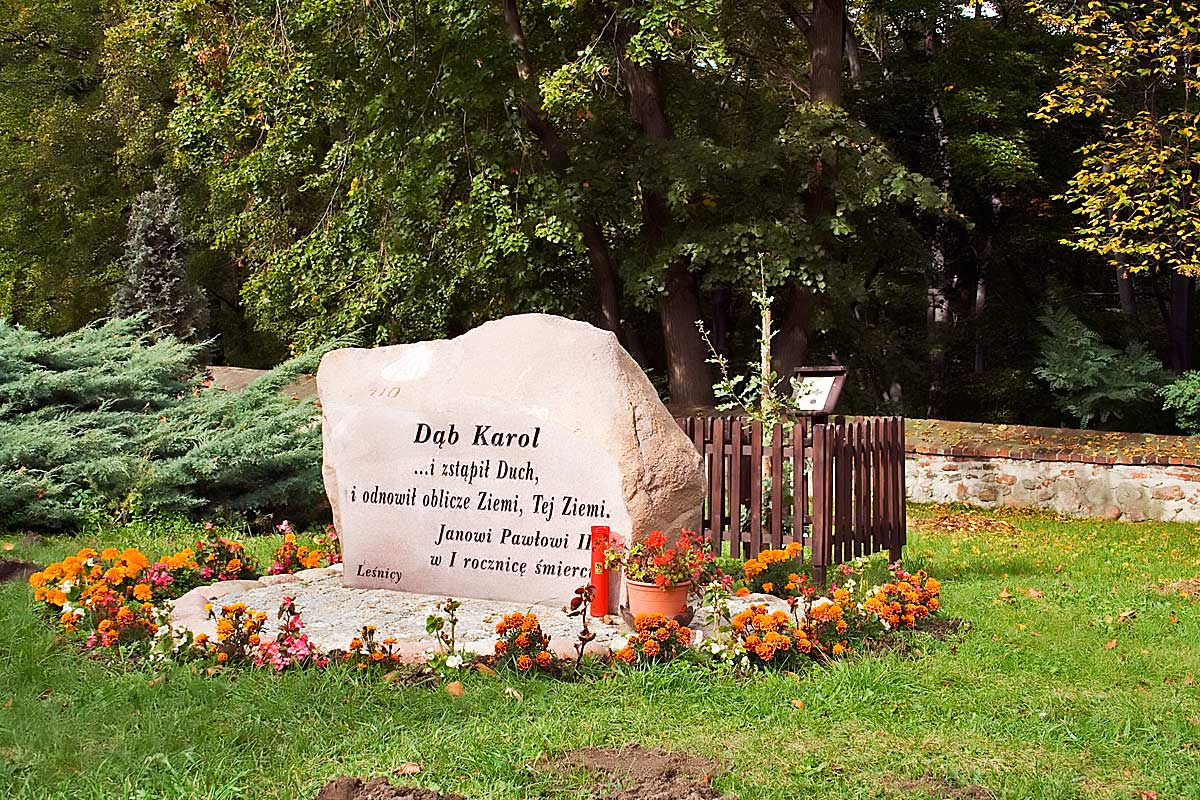
Sadzonka z dębu Chrobry k. kościoła